# Body Language
«Body Language» (друкувалося як «Body Language ↑⬱» (укр. «Мова тіла»)) — пісня британського рок-гурту «Queen» у стилі танцювальної музики та фанку. Пісню написав провідний співак гурту Фредді Мерк'юрі, вона стала хітом в Північній Америці, де її активно крутили на радіо. Однак, у Великій Британії сингл отримав лише теплу реакцію. Трек став другим синглом альбому «Hot Space», який вийшов 1982 року. Музичне відео до цієї пісні стало першим, яке заборонили на «MTV» через використання у ньому оголених тіл, незважаючи на те, що члени «Queen» були повністю одягнені.

## Історія
Масовий успіх синглу «Another One Bites the Dust» надихнув гурт тимчасово покинути роботу в напрямках глем- та експериментал-року, над якими вони працювали із ранніх 1980-х, та почати експериментувати із жанрами диско, фанк та соул. Результатом цієї зміни стала як пісня «Body Language», так і весь альбом «Hot Space». Сингл «Body Language» виділяється майже повною відсутністю в ньому гітарних програвань; атмосферні гітарні акорди скупо розсіяні протягом всієї тривалості пісні, а короткі двонотові рифи чутні при затуханні музики в самому кінці. Ключовою особливістю пісні було мінімалістське і рідке використання музичного акомпанементу при акцентуванні на «натякаючому на непристойність» тексту синглу, витончений синтезований бас (виконаний на синтезаторі «Oberheim OB-X»), та стогони і охання автора пісні Фредді Мерк'юрі. Починаючи із концерту у Відні 13 травня 1982 року, цю пісню виконували двічі під час європейської частини «Hot Space Tour». Часто слухачі сприймали пісню без великого ентузіазму, хоча її живе виконання значно відрізнялося від студійної версії. В американській частині турне пісню програвали значно частіше через її більший комерційний успіх.
Повна назва пісні, яку використовували на обкладинках платівок і самого синглу, і в альбомі «Hot Space», виглядає як «Body Language ↑⬱». Жоден з учасників музичного колективу не пояснив ні використання, ні вимовляння цих стрілок. Ці стрілки також використовують у музичному відео синглу: вони намальовані на тілах моделей. Під час турне Фредді Мерк'юрі надягав футболку та білу шкіряну куртку зі стрілками подібного дизайну.

## Реакція
Корінна зміна музичного стилю гурту призвела до того, що сингл досяг лише 25-ї позиції в британському чарті. Однак, він пішов краще у США, американці, більше підтримали вихід «Queen» у танцювальну музику. «Body Language» досягла 11 позиції у «Billboard Hot 100» і тридцятої в чарті соул. На стороні «Б» синглу була пісня «Life Is Real (Song for Lennon)». Сингл вийшов, коли після вбивства колишнього члена «The Beatles» Джона Леннона минуло лише трохи понад рік.
У США супроводжувальне музичне відео викликало чимало суперечок. Через еротичні мотиви з великою кількістю оголеної шкіри та поту на моделях, його розцінили непридатним для телевізійної аудиторії 1982 року. Це музичне відео стало пародією на пісню «Video Killed The Radio Star» гурту «The Buggles», оскільки було проголошене «першим музичним відео в історії, яке заборонили на „MTV“». Воно отримало рекорд Гіннесса за це досягнення. Музичне відео «The Buggles» було оголошене першим відео, яке просувало запуск музичної станції, ставши першим відео яке показали на «MTV», після нього показали відео Пет Бенатар до пісні «You Better Run».
У огляді журналу «Rolling Stone» критик Джон Мілворд описав пісню як «шматок фанку, який не смішний».

## Музичне відео
Музичне відео до пісні зняв режисер Майк Ходжес. Знімання відбувалося у квітні 1982 року в Торонто. Відео заборонили до показу по каналах «MTV» і «BBC» через занадто відверті сцени.
Дія відео відбувається в турецькій лазні. Там напівголі моделі рухаються і танцюють під музику. На їхніх тілах намальовані чорні або червоні стрілки, які присутні і на обкладинці синглу. На словах "Do not talk" ("Не говори") моделям закривають роти. Далі з'являється Фредді Мерк'юрі в чорному одязі і темних окулярах. В середині пісні, коли музиканти клацають пальцями в ритм музики, з'являється весь гурт: Фредді Мерк'юрі, Браян Мей, Роджер Тейлор і Джон Дікон, і вони співають приспів, підігруючи собі клацанням. В кінці приспіву Тейлор вдаряє по тарілці, яка з'являється на його пальці. Далі Мерк'юрі танцює з моделями. В кінці пісні по черзі з'являються члени гурту і співають останні слова "Body Language", їхній погляд спрямований зліва направо так, що здається, що вони дивляться на моделей.
Кадри з відео використовували у відео до пісні «The Show Must Go On».

## Музиканти
- Фредді Мерк'юрі — головний вокал, бек-вокал, синтезатор, драм-машина;
- Браян Мей — електрогітара;
- Роджер Тейлор — електроударні.